# Kate Sawford
Kate Sawford, née en 1981 est une grimpeuse canadienne originaire de Hamilton (Ontario). Elle participe aux compétitions de la catégorie AL-2 (amputée d’un membre inférieur) et y a remporté trois titres de vice-championne du monde.

## Biographie
Kate Sawford est atteinte d’un cancer des os alors qu’elle a 11 ans, qui nécessite l’amputation d’une partie de sa jambe. 
Elle participe aux championnats du monde de para-escalade en 2014 à Gijon, en 2016 à Paris et en 2018 à Innsbrück ; elle y remporte à chaque fois la médaille d’argent.
Installée en Australie, elle y ouvre une salle d’escalade en 2021. Sawford est également diplômée en médecine vétérinaire et travaille pour le gouvernement local australien.